# Speocyclops creticus
Speocyclops creticus – gatunek widłonoga z rodziny Cyclopidae. Nazwa naukowa tego gatunku skorupiaków została opublikowana w 1957 roku przez szwedzkiego zoologa Knuta Lindberga.